# Медаль «За победу над Японией»
Медаль «За победу над Японией» — государственная награда СССР. Учреждена указом Президиума Верховного Совета СССР от 30 сентября 1945 года «Об учреждении медали „За победу над Японией“». Автор рисунка — художница М. Л. Лукина.
Награда была учреждена в честь победы СССР в войне с Японией на завершающем этапе Второй мировой войны. Согласно положению о медали, ею награждались как непосредственные участники боевых действий, так и лица, принимавшие участие в обеспечении их ведения. Количество награждённых медалью превысило 1 800 000 человек.

## Исторический контекст

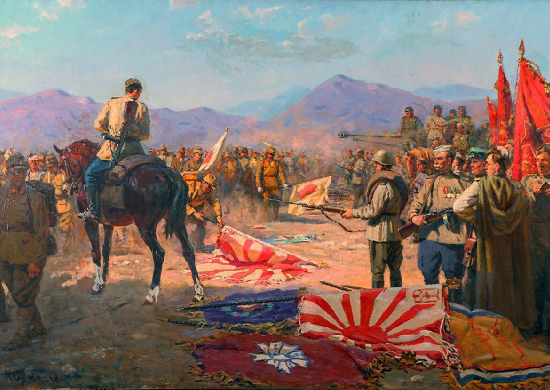
Капитуляция Квантунской армии. Художник Павел Судаков

5 апреля 1945 года СССР денонсировал советско-японский пакт о нейтралитете, заключённый в 1941 году. 3 июня Государственным комитетом обороны было принято решение о масштабной переброске войск Красной армии на Дальний Восток. За три последовавшие месяца туда из Европы скрытно было переброшено более 400 000 человек и значительное количество боевой техники. 8 августа Советский Союз объявил войну Японии, отказавшейся выполнить требования союзников по антигитлеровской коалиции о прекращении боевых действий. Были образованы три фронта — Забайкальский под командованием Маршала Советского Союза Родиона Малиновского, 1-й Дальневосточный под командованием Маршала Советского Союза Кирилла Мерецкова и 2-й Дальневосточный под командованием генерала армии Максима Пуркаева. С войсками данных фронтов также должны были взаимодействовать силы 9-й, 10-й и 12-й воздушных армий, Тихоокеанского флота и Амурской военной флотилии. Общее руководство войсками осуществлялось Главным командованием советских войск на Дальнем Востоке во главе с Маршалом Советского Союза Александром Василевским. Всего группировка Красной армии на Дальнем Востоке насчитывала более 1 700 000 человек, а общая численность японских войск у советской границы превышала 1 000 000 человек.
9 августа 1945 года ударные группировки советских войск атаковали японцев на суше, на море и в воздухе, боевые действия начались на фронтах протяжённостью, которая превышала 5000 километров. 10 августа к войскам СССР присоединились силы Монгольской народно-революционной армии. В кратчайшие сроки Квантунская армия была разгромлена, были освобождены Северо-Восточный Китай, Северная Корея, Южный Сахалин и Курильские острова. Ко 2 сентября японские войска, сражавшиеся против СССР, повсеместно капитулировали. По итогам боевых действий советские безвозвратные потери составили 12 000 человек, а санитарные потери — 24 400 человек. Как отмечается в «Большой российской энциклопедии», удар советских войск по Квантунской армии стал сокрушительным и ускорил разгром Японии во Второй мировой войне. 2 августа был подписан Акт о капитуляции Японии, Вторая мировая война завершилась.

## История

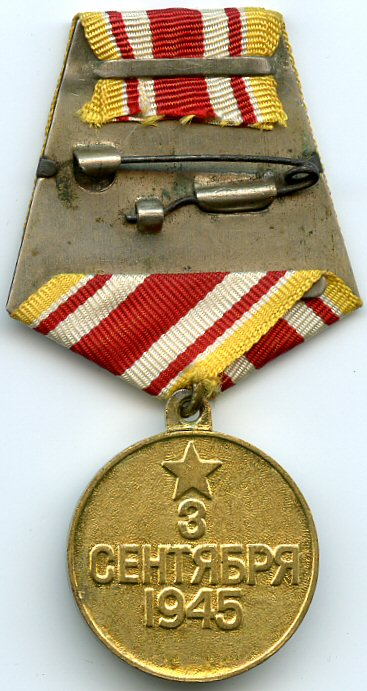
Реверс медали «За победу над Японией»

После окончания советско-японской войны начался процесс разработки медали, посвящённой победе СССР над Японией. Художник А. И. Кузнецов, ранее разработавший эскизы ряда советских государственных наград (в том числе орденов Отечественной войны и «Победа», а также нескольких медалей), представил к утверждению два проекта, ещё два представила художница М. Л. Лукина. Проектные эскизы сохранились в альбоме № 5 Технического комитета Главного интендантского управления Красной армии.
На обоих проектах авторства Кузнецова был изображён левый профиль Иосифа Сталина, но на первом эскизе глава советского государства был в фуражке, а на втором — без неё. На реверсе медали в проекте помещалась надпись в четыре строки «ЗА ПОБЕДУ НАД ЯПОНИЕЙ 1945», а над ней — пятиконечная звёздочка.
На первом проекте Лукиной был изображён правый профиль Сталина, который слева и сверху окружала надпись «ЗА ПОБЕДУ НАД ЯПОНИЕЙ», а справа и снизу — лавровая ветвь. На втором проекте Лукиной был изображён левый профиль Сталина, окружённый снизу такой же надписью, а сверху — двумя лавровыми ветвями, между которыми находилась пятиконечная звёздочка. На реверсе медали в обоих проектах в две строки располагалась надпись в две строки «2-IX 1945», а над ней — также пятиконечная звёздочка.
С небольшими изменениями в качестве эскиза медали был принят первый проект Лукиной. Этот вариант медали во многом схож с медалью «За победу над Германией в Великой Отечественной войне 1941—1945 гг.»: на аверсе обеих наград размещено погрудное изображение Сталина, но в случае c медалью «За победу над Германией» профиль советского вождя обращён влево («на запад»), а в случае с медалью «За победу над Японией» — вправо («на восток»).
Учреждена награда была указом Президиума Верховного Совета СССР от 30 сентября 1945 года «Об учреждении медали „За победу над Японией“», этим же указом были утверждены положение о медали, её образец и описание. 12 декабря 1945 года Секретариатом Президиума Верховного Совета СССР было утверждено Положение о порядке вручения медали «За победу над Японией». Само положение о медали 5 февраля 1951 года было дополнено; указом Президиума Президиума Верховного Совета СССР от 18 июля 1980 года в статью 3 положения было внесено изменение.

## Положение о медали
Согласно положению о медали «За победу над Японией», ею награждались:
- все военнослужащие и лица вольнонаёмного штатного состава частей и соединений Красной армии, Военно-Морского Флота и войск НКВД, принимавших непосредственное участие в боевых действиях против японских империалистов в составе войск 1-го Дальневосточного, 2-го Дальневосточного и Забайкальского фронтов, Тихоокеанского флота и Амурской речной флотилии;
- военнослужащие центральных управлений НКО, НКВМФ и НКВД, принимавшие участие в обеспечении боевых действий советских войск на Дальнем Востоке.

Медаль «За победу над Японией» носится на левой стороне груди и при наличии других медалей СССР располагается после юбилейной медали «Сорок лет Победы в Великой Отечественной войне 1941—1945 гг.». Изначально положением о медали предписывалось носить её после медали «За победу над Германией в Великой Отечественной войне 1941—1945 гг.».

## Описание
Медаль «За победу над Японией» имеет форму правильного круга диаметром 32 миллиметра, окаймленного бортиком с обеих сторон. Толщина медали — 2,5 миллиметра. Изготовлялась медаль из латуни. Все надписи и изображения на медали выпуклые.
На аверсе медали изображено профильное погрудное изображение Генералиссимуса Советского Союза И. В. Сталина, повёрнутое вправо. В верхней части медали по окружности размещена надпись «ЗА ПОБЕДУ НАД ЯПОНИЕЙ».
На реверсе медали размещена надпись в две строки «3 СЕНТЯБРЯ 1945», над которой помещена пятиконечная звёздочка.
Медаль при помощи ушка и кольца соединяется с пятиугольной колодкой, обтянутой шёлковой муаровой лентой шириной 24 миллиметра. Посередине ленты находится широкая красная полоска, по обе стороны от неё — по одной белой полоске, по одной красной полоске и по одной узенькой белой полоске. Края ленты окаймлены узенькими жёлтыми полосками.

## Награждения

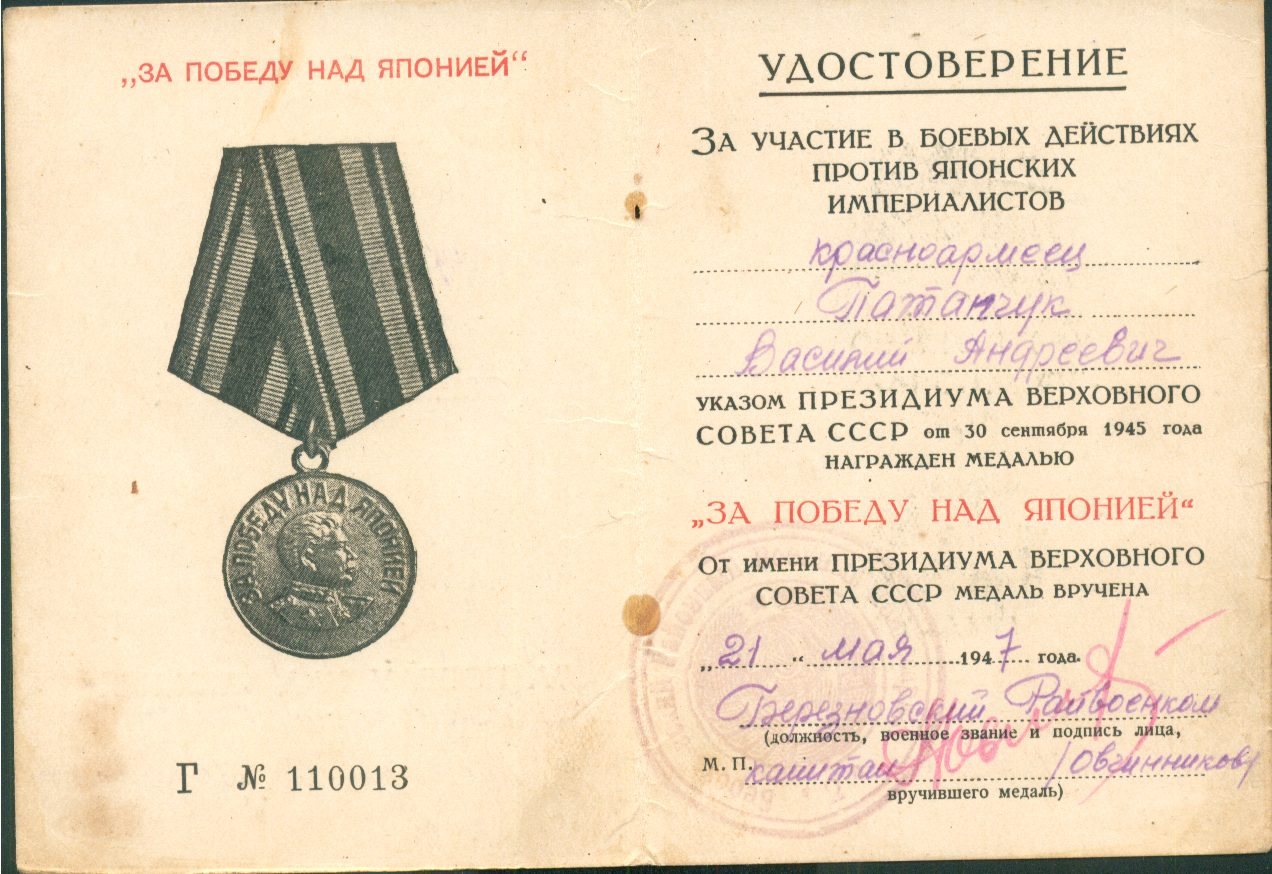
Удостоверение к медали «За победу над Японией»

Общее количество награждённых медалью «За победу над Японией», согласно различным источникам, превысило 1 700 000 или 1 800 000 человек; исследователи А. Н. Володин и Н. М. Мерлай указывают, что награду получили 1 831 000 человек. Одним из первых медалью был награждён дважды Герой Советского Союза Виктор Леонов. Среди награждённых — Маршалы Советского Союза Александр Василевский, Родион Малиновский, Кирилл Мерецков; согласно некоторым источникам, медалью также был награждён и изображённый на ней Иосиф Сталин.
Несмотря на то, что награждение медалью «За победу над Японией» производилось однократно, известны и прецеденты повторного награждения. В частности, двух медалей была удостоена Татьяна Фёдоровна Лысенко — удостоверения к медали Г № 116525 и Г № 116541 были выписаны Орджоникидзевским райвоенкоматом Ростовской области 28 марта 1948 года и 6 июля 1948 года соответственно. Три раза медалью был награждён старший сержант Михаил Артемьевич Мишко.
До 1951 года медаль «За победу над Японией», равно как и другие государственные награды, предписывалось возвращать государству после смерти награждённого. Указом Президиума Верховного Совета СССР от 5 февраля 1951 года было установлено, что медаль «За победу над Японией» в случае смерти награждённого может быть оставлена его семье для хранения как память.